# جون بورثويك
جون بورثويك (بالإنجليزية: John Borthwick)‏ (24 مارس 1964 في المملكة المتحدة - ) هو لاعب كرة قدم بريطاني في مركز الهجوم. لعب مع دارلينجتون إف سى ونادي هارتلبول يونايتد ونادي يورك سيتي ونادي غيتزهد.